# سد تنظیمی پاوه‌رود
سد تنظیمی پاوه رود  یک سد بتونی در حال ساخت در نزدیکی روستای سرخه سنگ و پاوه رود بود که به دلایل نامعلوم این سد متوقف شد به گفته کارشناسان این سد به دلیل مکان یابی نامناسب متوقف شده است با پیشرفت حدود ۶۰درصد  در استان زنجان است.

## هدف پروژه
شامل سد تنظیمی به ارتفاع حدود ۳۱ متر، ساختمان بهره‌برداری حدود ۸۰۰ مترمربع، ساختمان نیروگاه حدود ۷۵۰ مترمربع و ۱۰۰ کیلومتر خط انتقال و شبکه اصلی از قطر ۳۰۰۰ تا ۷۰۰ میلیمتر با لوله GRP می‌باشد که هدف از اجرای آن بهره‌برداری بهینه از پتانسیل‌های منابع آب سطحی و تنظیم رواناب ومهار سیلاب‌های فصلی در محدوده حوزه آبریز رودخانه قزل اوزن و بمنظور بهبود و توسعه کشاورزی منطقه احداث طرح می‌باشد.

## حجم پروژه
- عملیات بتنی: ۱۴۰۰۰۰ مترمکعب
- قالب بندی: ۱۳۳۳۹ مترمربع
- سیمان: ۶۷۵۹۹ کیلوگرم
- مصالح هسته: ۲۱۸۹۳ مترمکعب
- مصالح پوسته: ۱۴۹۹۹۹  مترمکعب
- مصالح ریپ رپ: ۶۰۳۵ مترمکعب
- بتن پلاستیک: ۹۰۰۰ مترمکعب
- بنترنیت: ۱۱۰ تن
- مصالح فولادی سنگین: ۱۶۵۱۹۸ کیلوگرم
- آرماتور: ۶۷۳۲ تن